# اقوناتو
اقوناتو (به انگلیسی: Aghunato) یک منطقهٔ مسکونی در هند است که در ناگالند واقع شده‌است.